# Vicenzo Giannelli
Vicenzo Giannelli – wenezuelski judoka. 
Wicemistrz igrzysk Ameryki Środkowej i Karaibów w 1986. Brązowy medalista mistrzostw panamerykańskich w 1985 roku.